# Страстной бульвар
Страстно́й бульва́р — бульвар в Тверском районе Центрального административного округа города Москвы, один из бульваров Бульварного кольца, объект культурного наследия регионального значения. Проходит от Пушкинской площади до площади Петровские Ворота.
Слева к бульвару примыкает улица Малая Дмитровка. Нумерация домов ведётся от Пушкинской площади. Бульвар является самым широким на Бульварном кольце (123 м).

## История
В XIX веке одну половину Страстного бульвара занимал Страстной монастырь (снесённый в 1938 году), а другую, от Большой Дмитровки до Петровки, занимала сформировавшаяся в XVIII веке Сенная площадь, где днём шла торговля сеном, а по вечерам грабили прохожих. Сам бульвар в самом начале, в 1820-е годы, представлял собой узкую аллею с посаженными в два ряда деревьями. Местная домовладелица Е. А. Нарышкина в 1872 году за свой счёт превратила площадь в бульвар, прозванный Нарышкинским садом или сквером.

## Примечательные здания и сооружения
На бульваре установлены четыре памятника: в начале, на Пушкинской площади — перенесенный в 1950 году с Тверского бульвара памятник А. С. Пушкину работы Александра Опекушина, рядом с редакцией журнала «Новый мир» — памятник А. Т. Твардовскому (авторы — художник В.Суровцев и архитектор В.Пасенко), открытый в июне 2013 года, в центре бульвара — установленный в 1999 году памятник С. В. Рахманинову работы скульпторов Олега Комова и Андрея Ковальчука, в конце бульвара — памятник Владимиру Высоцкому работы скульптора Геннадия Распопова, установленный в 1995 году.

### По нечётной стороне

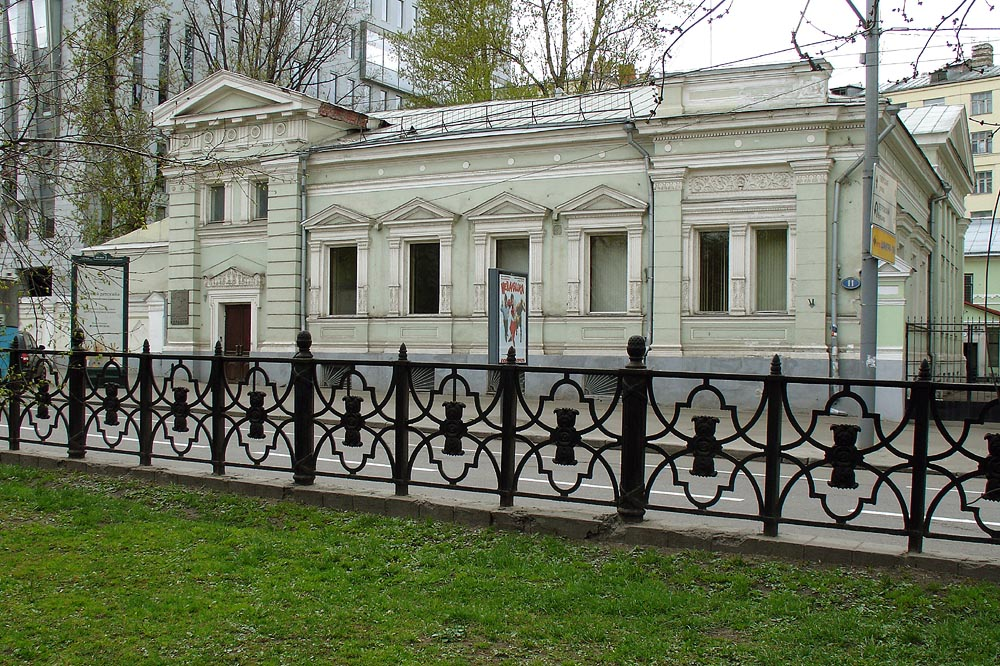
Дом 11, особняк Елагина (архитектор — Александр Драницын, 1890-е).

№ 5, 1-я женская гимназия
, 4-этажное здание с доходными квартирами, построенное в 1874—1878 годах по проекту и под непосредственным руководством архитектора Николая Тютюнова для Московской 1-й женской гимназии ведомства учреждений императрицы Марии. В начале XX века помимо гимназии здесь размещался Музей наглядных пособий по естествознанию, в 1905—1917 годах здесь жил и работал композитор Сергей Рахманинов (мемориальная доска; 1966; скульптор Н. И. Нисс-Гольдман, архитектор В. С. Уляшов). С 1938 года в здании размещался Всесоюзный Радиокомитет, откуда в 1941—1945 годах диктор Юрий Левитан передавал военные сводки Совинформбюро Ныне здание занимает Федеральное агентство по печати и массовым коммуникациям.
№ 7, жилой дом
В середине XX века здесь проживали партийные деятели СССР, в том числе — министр иностранных дел Андрей Громыко. В доме также жил художник Андрей Гончаров.
№ 9, адрес дома А. В. Сухово-Кобылина
, В 50-е годы XIX века здесь жил и работал философ и драматург Александр Сухово-Кобылин. Здание, построенное в 1820 году[уточнить], подвергалось перестройке в 1872, 1901 и 1930 годах, в 2006 году в ходе строительства офисного центра «Пушкинский дом» (архитекторы Н. Лызлов, О. Каверина, М. Дмитриев, А. Крохин) было снесено и заменено новоделом.
№ 11, стр. 1, дом С. И. Елагина
, здание 1890-х годов постройки (1898), архитектор — Александр Драницын; в 1910 году к зданию осуществлена пристройка по проекту Осипа Шишковского. До революции особняк принадлежал потомственному почётному гражданину С. И. Елагину. В 1920-1930-х годах в здании располагалась редакция журнала «Огонёк». О том, что здесь работал журналист Михаил Кольцов, главный редактор «Огонька», возобновивший издание журнала после революции, напоминает мемориальная доска на фасаде. Внесён в Красную книгу Архнадзора (электронный каталог объектов недвижимого культурного наследия Москвы, находящихся под угрозой), номинация - реконструкция.
№ 13, адрес особняка середины XIX века
Главный усадебный дом, находившийся по этому адресу, сгорел во время Великой Отечественной войны — сейчас на этом месте сквер с детской площадкой.
№ 13, стр. 1, дом для прислуги
В советское годы здесь размещался научно-методический кабинет Института марксизма-ленинизма при ЦК КПСС и историко-литературное объединение старых большевиков.
№ 13, стр. 2, усадебная конюшня
№ 13а
Жилой дом, построенный в 1929 году на месте усадебного пруда. До 60-х годов XX века в подвалах этого дома, как и в усадебных строениях 1 и 2, находились коммунальные квартиры.
№ 15/29, Ново-Екатерининская больница у Петровских ворот
№ 15/29, стр. 1, дом Гагарина
, неоклассическое здание 1826 года постройки[уточнить], архитектор — Осип Бове; яркий пример раннего московского классицизма, выделяющийся мощным 12-колонным портиком. Здание построено на основе дворца князей Гагариных (1774—1776, архитектор — Матвей Казаков), пострадавшего в московском пожаре 1812 года. С 1802 по 1812 год особняк арендовал Английский клуб, здесь проходил торжественный обед в честь князя Петра Багратиона, описанный в романе Льва Толстого «Война и мир». Во время оккупации Москвы французами здесь размещался штаб главного интенданта армии; находившийся при нём Стендаль утверждал, что 
В Париже нет ни одного клуба, который мог бы с ним сравниться.
 В 1833 году, после окончания реконструкции, в здании была открыта Новая Екатерининская больница, функционировавшая как «городская клиническая больница № 24» вплоть до 2009 года, когда весь комплекс строений перешёл в собственность города. Согласно проекту реконструкции 1998 году в здании должен был разместиться Музей истории Москвы, в 2008 году было подписано постановление о реконструкции здания под Дворец бракосочетаний, однако затем оно было отдано под размещение Московской городской думы.
15/29, стр. 4 и 8

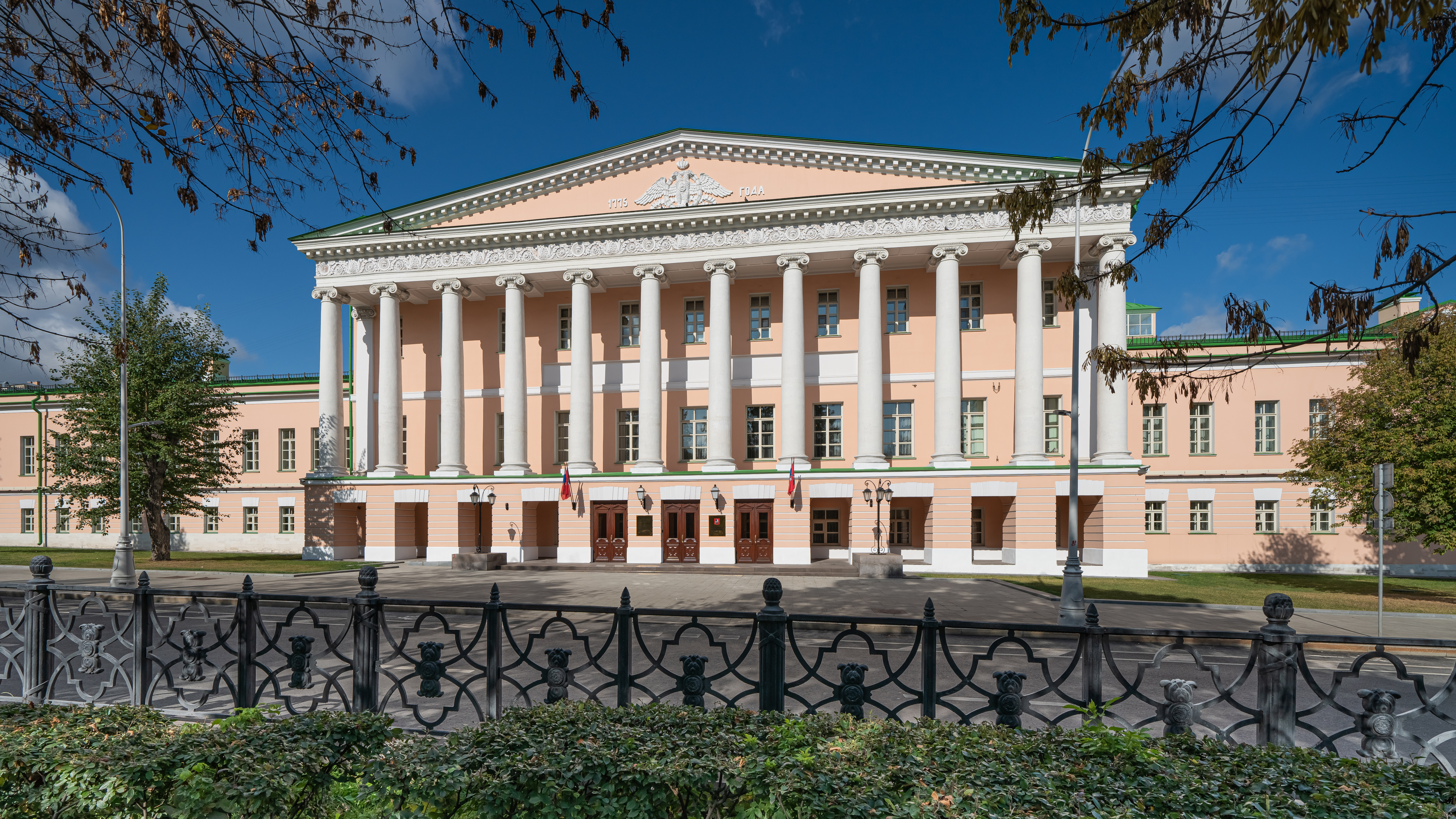
15/29, стр. 1, фронтон дома Гагарина (архитектор — Осип Бове, 1826).

Адрес исторических корпусов больницы, архитектор — Осип Бове (после 1826). Незаконно снесены ФГУП «АТЭКС» ФСО РФ (подрядчик) и ООО «Стройкомплект» (субподрядчик) 1 января 2013 года для освобождения места под строительство нового здания Московской городской думы — здание площадью более 18 тысяч квадратных метров возводится в охранной зоне объекта культурного наследия, что запрещено законодательством.
№ 15/29, стр. 9, православный храм
, храм во имя святого благоверного князя Александра Невского на дворе Новой Екатерининской больницы у Петровских ворот был построен в 1836 году, перестроен в 1872—1876 годах архитектором Александром Никифоровым. В советское время строение использовалось как слесарная мастерская, затем — как котельная.

### По чётной стороне

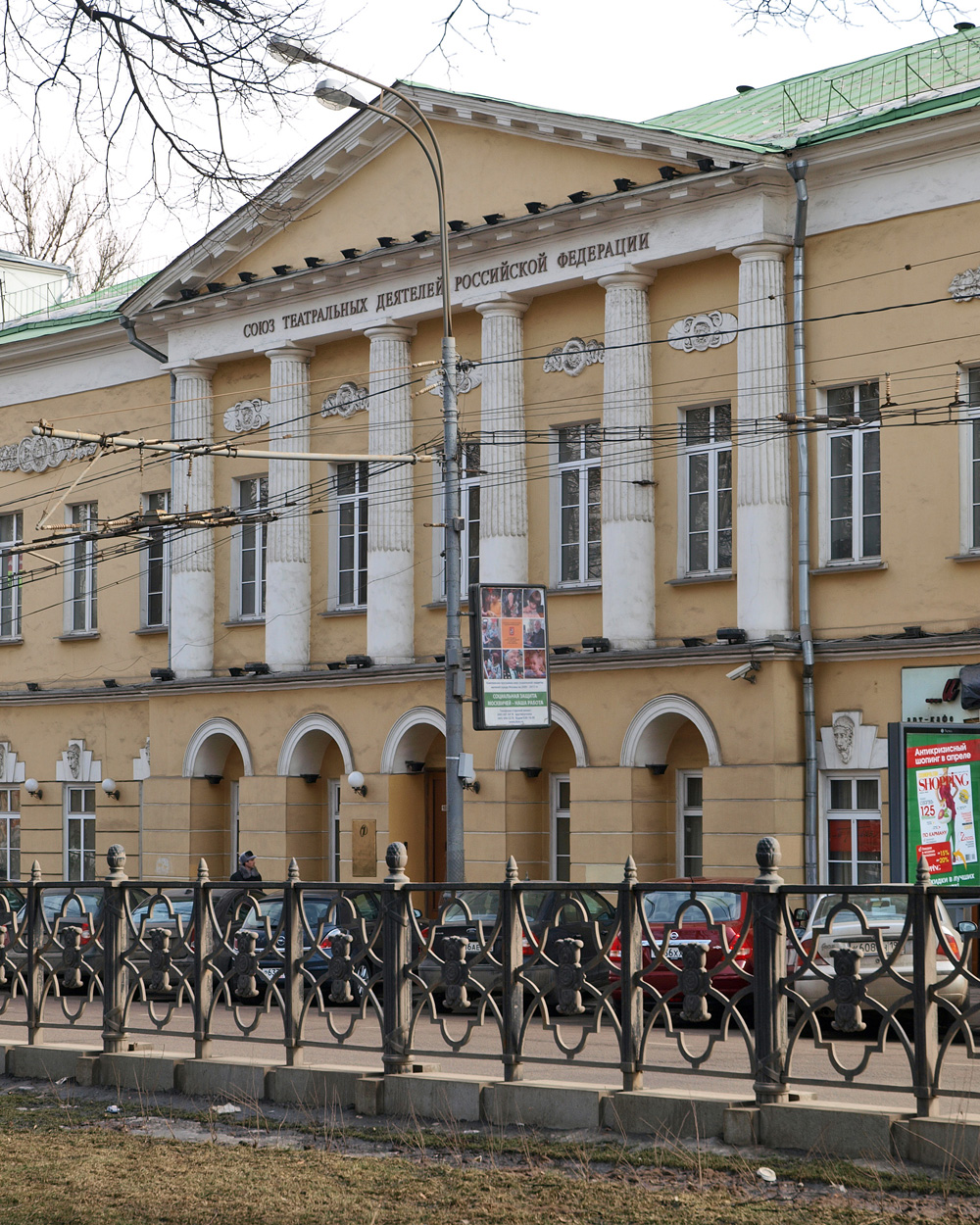
Дом 10, стр. 1, главный редакторский корпус (архитектор — Н. П. Соболевский, 1816—1817).

№ 2, стр. 1б

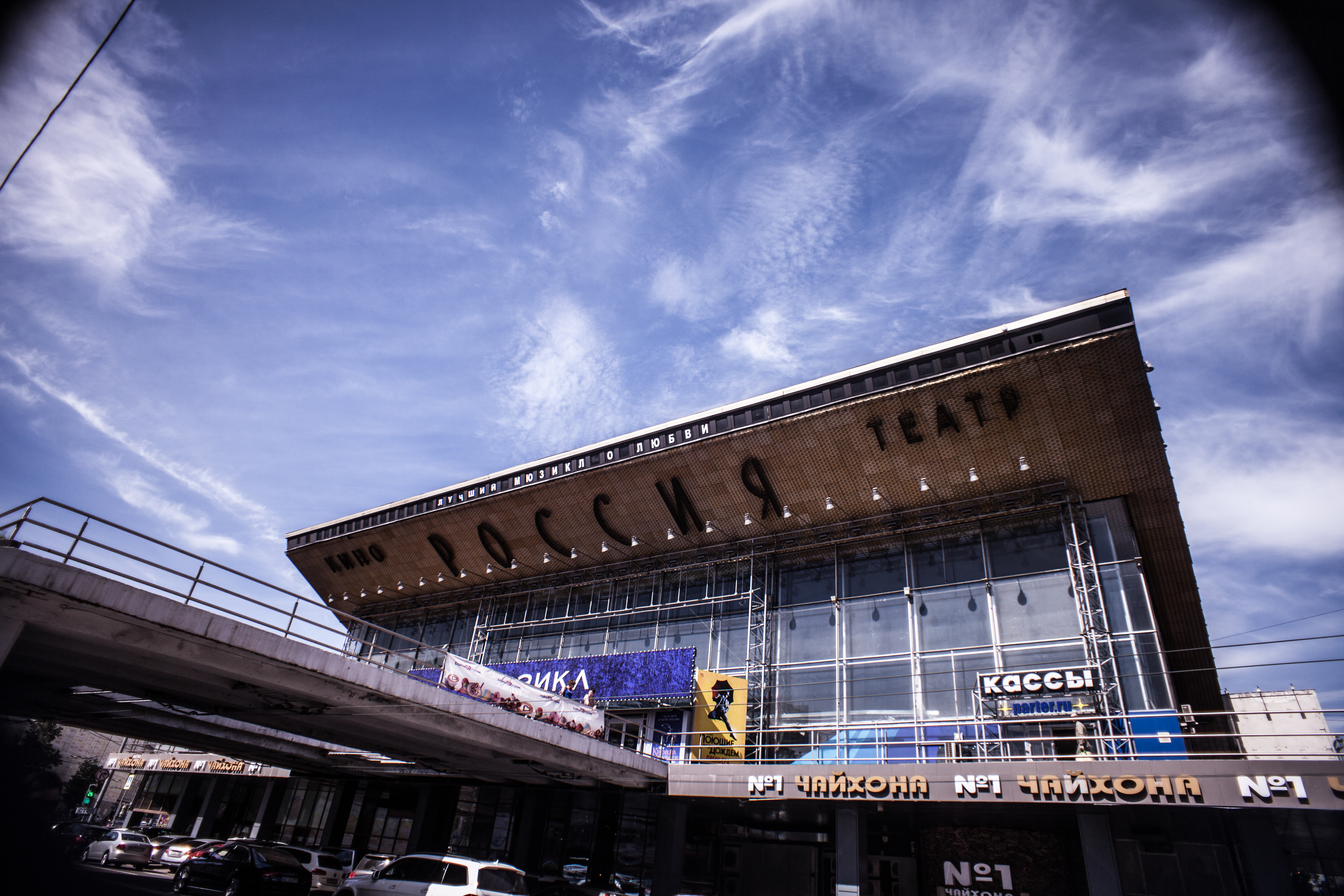
Кинотеатр «Россия»

Административное здание 1990-х годов.
№ 2, стр. 1 и 2, комплекс доходных домов М. С. Логуновой
 ЦГФО, стр. 1 — доходный дом с магазином 1880—1882 годов постройки, перестроен в 1930-м и 1990-х годах; стр. 2 — доходный дом 1860-х годов постройки, перестроен в 1930-е годы.
№ 4, стр. 1-5, доходные дома князя К. А. Горчакова
 ЦГФО, комплекс из нескольких домов 1899—1901 годов постройки, архитектор — Иван Мейснер.
№ 6

Старинное здание значительно перестроено. В начале XIX века здесь располагался литературный салон Дмитрия Свербеева, автора «Записок» о событиях в общественно-политической жизни первой половины XIX века, опубликованных лишь в 1899 году.
Высшее московское общество собиралось здесь по пятницам. Приезжали разные люди, горячо обсуждали культурные и политические события. Часто авторы читали здесь свои новые произведения.
 Сохранились документальные свидетельства о посещении салона Александром Пушкиным: так, Е. М. Языкова писала Николаю Языкову о своей встрече с поэтом у Свербеева в пятницу 15 мая 1836 года.
№ 6, стр. 1, дом статского советника И. И. Бенкендорфа
Здание 1799 года постройки, перестраивалось в 1838, 1849 и 1930 годах. В конце XVIII — начале XIX веков здесь жил и работал поэт Иван Крылов. В 1813 году сюда из сгоревшего дома Гагарина (№ 15/29, стр. 1) на некоторое время переехал московский Английский клуб. В доме жил архитектор В. Е. Дубовской
В рамках гражданской инициативы «Последний адрес» на доме установлены мемориальные знаки с именами инженера-электрика, доктора технических наук Якова Самойловича Рабиновича и бухгалтера Иосифа Иосифовича Кроуля, расстрелянных органами НКВД в годы сталинских репрессий. В базе данных правозащитного общества «Мемориал» есть имена пяти жильцов этого дома, расстрелянных в годы террора. Число погибших в лагерях ГУЛАГа не установлено.
№ 8, доходный дом
Здание 1888 года постройки, архитектор — Роман Клейн. Надстроен после 1917 года, утратив первоначальное архитектурное завершение здания – купола, фронтоны и шпили сложного силуэта. В 1914 году здесь открылся кинотеатр «Фурор», а после революции 1917 года дом стал центром латышской культуры: здесь в течение 20 лет существовали Латышский клуб, библиотека и театр «Скатувэ». В конце 1937 года, в период сталинских репрессий, все национальные клубы были закрыты, артисты и работники театра «Скатувэ» арестованы и 3 февраля 1938 года расстреляны под Москвой на Бутовском полигоне НКВД в числе 229 латышей, расстрелянных только в тот день. В установке мемориальной доски на доме, где размещался театр, правительство Москвы отказало. В рамках гражданской инициативы «Последний адрес» на доме установлен мемориальный знак с именем литературоведа Сергея Сергеевича Динамова, расстрелянного органами НКВД 16 апреля 1939 года. В базе данных правозащитного общества «Мемориал» есть имена 2 жильцов этого дома, расстрелянных в годы террора. Число погибших в лагерях ГУЛАГа не установлено.
№ 8а
Торговый центр/офисное здание 2001 года постройки
№ 8/23, стр. 1, доходный дом с магазином «Ливен»
 ЦГФО, здание 1910 года постройки, архитектор — Семён Барков.
№ 10, комплекс зданий Университетской типографии
№ 10, стр. 1, главный редакторский корпус
, здание построено по проекту архитектора Н. П. Соболевского (при участии надворного советника типографии Московского университета Ф. О. Бужинского) в 1816—1817 годах на основе каменного дома Власовых 1760-х годов, приобретённого типографией в 1811 году. На первом этаже корпуса находилась книжная лавка А. С. Ширяева, которую посещал А. С. Пушкин, на втором этаже располагалась квартира редактора «Московских ведомостей» князя Петра Шаликова. Начиная с 1960-х годов, когда весь комплекс типографских зданий был отдан Всероссийскому театральному обществу, в здании размещается Союз театральных деятелей, издающий собственный журнал под названием «Страстной бульвар, 10».
№ 10, стр. ?, типографский корпус
Здание Типографского корпуса было построено в 1822 году по проекту архитектора Дормидонта Григорьева на основе каменных палат усадьбы Талызиных (вторая половина XVII века), пострадавших в пожаре 1812 года и выкупленных Университетской типографией в 1818 году. На первом этаже здания находились канцелярия и книжные лавки, на втором — собственно типография.
№ 10, стр. ?, адрес каменных палат конца XVII века
. В 1960-х годах во дворе комплекса были выявлены одноэтажные палаты конца XVII века. В 1966 году был создан проект по их реставрации (не реализован). После 2003 года объект культурного наследия федерального значения был уничтожен, на его месте по проекту Павла Андреева возведён бетонный новодел, в котором располагается фитнес-центр с бассейном.
№ 12, комплекс доходных домов А. Ф. Редлиха
№ 12, стр. 1, доходный дом с магазином
Левая часть здания возведена в 1892—1894 годах на месте сада, прилегавшего к дому купца Ф. Пика, архитектор — Адольф Эрихсон. Здание восстанавливалось в 1970-е годы архитектором Н. Г. Крейном. До революции помещения сдавались Гимнастическому обществу, среди прочих здесь тренировались братья Анатолий и Владимир Дуровы, на занятия гимнастов и фехтовальщиков однажды заглянул Антон Чехов, который остался доволен этими «людьми будущего» и высказал пожелания, что когда-нибудь в стране все будут такими сильными и ловкими. В 2004 году здание было признано аварийным, земля передана Союзу театральных деятелей (СТД). Жители дома ведут борьбу с властями и СТД против расселения здания.
№ 12, стр. ?
Хозяйственная постройка 1893 года, архитектор — Адольф Эрихсон.
№ 12, стр. 2, дом купца Ф. Пика
, здание 1812—1816 годов постройки. Первоначально главный фасад здания выходил во двор, в 1830-х годах, после устройства бульвара, главным фасадом стал торцевой; часть дома занимал мебельный магазин. В 1873 году владение перешло к доктору А. Ф. Редриху: на первом этаже он оборудовал водолечебницу, на втором были жилые квартиры.
№ 14, Электромашиностроительный институт
Здание в стиле конструктивизма было возведено в 1928−1931 годах архитектором И.А. Фоминым специально для Электромашиностроительного института имени Каган-Шабшая на месте здания первой половины XIX века (реконструировано в 1875 и 1886 годах), которое институт занимал со своего основания в 1920 году[уточнить]. В 1933 году он был расформирован, с 1950-х и до начала 2000-х годов[уточнить] здание занимал Московский авиационный технологический институт. После его переезда в новый комплекс в районе Кунцево, бывшие учебные аудитории заняли офисы, магазины и рестораны.
№ 16/27, доходный дом
 ЦГФО, «Петровская гостиница», бывшее подворье Высоко-Петровского мужского монастыря — здание 1820 года постройки было перестроено в 1875-м, 1928—1930 (архитектор И. А. Фомин) и 1990-х годах.

## Памятники
- Памятник-бюст Ф. Н. Петрову (1977, скульптор Б. В. Едунов, архитектор М. Д. Насекин)[27]

## Общественный транспорт

### Метро
- «Пушкинская», «Тверская», «Чеховская».

### Автобусы
- м5, с511.

## В кино
- «Страстной бульвар» — фильм В. Хотиненко (1999)